# Scleropages jardinii
Scleropages jardinii, también llamada saratoga del golfo, saratoga del norte, pez lengua huesuda australiana o arowana perlada, es una especie de pez óseo de agua dulce nativo de Australia y Nueva Guinea, una de las dos especies conocidas como arowana australiana (la otra es Scleropages leichardti). Posee muchos otros nombres comunes, como toga y barramundi (que no debe confundirse con la perca barramundi, Lates calcarifer). Es un miembro de la familia Osteoglossidae, un grupo de peces teleósteos.

## Distribución
Scleropages jardinii se distribuye irregularmente a lo largo del Golfo de Carpentaria, al oeste hasta el río Adelaida en el Territorio del Norte, en todo el norte de Queensland y en el centro-sur de la isla de Nueva Guinea. Habita en aguas tranquilas y claras de charcas y billabongs, y en regiones de arroyos de corriente lenta.
Ni la convención CITES ni la Lista Roja de la UICN consideran que Scleropages jardinii está en peligro de extinción o amenazada.

## Descripción
El saratoga del norte tiene un cuerpo largo y oscuro con siete hileras de escamas grandes, cada una con varias manchas rojizas o rosadas distribuidas en forma de media luna alrededor del borde de la escama, lo que le da una apariencia perlada. Tiene aletas pectorales grandes con forma de alas, una sola aleta dorsal y un par de barbillas. A diferencia de la arowana asiática, tiene una coloración más opaca y sus escamas son más pequeñas. Crece hasta una longitud de 90 a 100 cm. Su peso máximo registrado es de 12,27 kg. La profundidad del cuerpo de los adultos es de aproximadamente el 25-28% de su longitud promedio, lo que lo convierte en un pez más grueso que su primo australiano Scleropages leichardti. 
Son territoriales y muy agresivos, normalmente no toleran la compañía de otraos saratogas del norte, por lo que no son aptos para un acuario comunitario.
Al igual que otras arowanas, es un incubador bucal, pero a diferencia de la arowana asiática, los estudios sugieren que es la hembra, y no el macho, quien incuba a sus crías en su boca.

## Alimentación
Los saratogas del norte son carnívoros oportunistas, se alimentan de insectos acuáticos y terrestres, peces pequeños y crustáceos.